# Gloiothele
Gloiothele is een geslacht van schimmels behorend tot de familie Peniophoraceae. De typesoort is Gloiothele lamellosa.

## Soorten
Volgens Index Fungorum telt het geslacht 13 soorten (peildatum maart 2023):
| Soortnaam                                    | Auteur(s)                                     | Publicatiejaar |
| -------------------------------------------- | --------------------------------------------- | -------------- |
| Gloiothele citrina (Citroenhuidje)           | (Pers.) Ginns & G.W. Freeman                  | 1994           |
| Gloiothele citrinoidea                       | Sheng H. Wu                                   | 1996           |
| Gloiothele globosa                           | Sheng H. Wu                                   | 1996           |
| Gloiothele granulosa                         | Hjortstam & Spooner                           | 1990           |
| Gloiothele humilis                           | (Boidin) Boidin, Lanq. & Gilles               | 1997           |
| Gloiothele incrustata                        | Gorjón                                        | 2012           |
| Gloiothele lactescens (Gewone melkkorstzwam) | (Berk.) Hjortstam                             | 1987           |
| Gloiothele lamellosa                         | (Henn.) Bres.                                 | 1920           |
| Gloiothele larssonii                         | Gorjón                                        | 2012           |
| Gloiothele olearia                           | K.H. Larss., Melo & Salcedo                   | 2020           |
| Gloiothele orientalis                        | (Parmasto) Ghob.-Nejh.                        | 2009           |
| Gloiothele sulcata                           | (Rehill & B.K. Bakshi) Boidin, Lanq. & Gilles | 1997           |
| Gloiothele ventricosa                        | Ghob.-Nejh.                                   | 2009           |